# Dinoroseobacter shibae
Dinoroseobacter shibae ist eine Bakterienart. Man geht davon aus, das das Bakterium eine zeitweilige Symbiose mit verschiedenen Algen, genauer mit Dinoflagellaten bildet. Bei dem Einzeller Prorocentrum minimum wurde hierbei gezeigt, das der Mutualismus nach einiger Zeit in ein antagonistisches Verhalten von D. shibae umschwenken kann, bei dem die Alge getötet wird.

## Merkmale
Dinoroseobacter shibae ist begeißelt, das Flagellum liegt polar bis subpolar.
Der Gram-Test verläuft negativ.

## Stoffwechsel und Wachstum
Für das Wachstum benötigen das Bakterium mindestens 1 % Meersalz. Der optimale pH-Bereich liegt bei 6,5–9,0 und das Temperaturoptimum bei 33 C°. Das vorherrschende Chinon ist Ubichinon-10. Es ist fakultativ anaerob. Unter Sauerstoffausschluss kann Dinoroseobacter shibae Dimethylsulfoxid nutzen. Auch Nitrat kann unter anaeroben Bedingungen als Energiequelle dienen, es wird dann zu N2 reduziert (dissimilatorische Nitratreduktion). Wenn Sauerstoff vorhanden ist, also unter aeroben Bedingungen, kann das Bakterium z. B. verschiedene Zucker (z. B. Glucose, Fructose) und organische Säuren als Kohlenstoff- und Energiequelle nutzen.
Dinoroseobacter shibae ist auch dazu in der Lage, durch die aerobe anoxygene Phototrophie (AAnP oder AAP) ATP mit Hilfe von Licht zu gewinnen. Hierzu dient das Bakteriochlorophyll a. Im Gegensatz zu der pflanzlichen Photosynthese wird Wasser hierbei nicht genutzt und Sauerstoff wird somit nicht produziert. Aerobe anoxygenische phototrophe Bakterien wachsen nicht photoautotroph und sind deshalb von der zusätzlichen Aufnahme des Kohlenstoffs aus organischen Quellen abhängig. Man spricht von einem photoheterotrophen Stoffwechsel.

## Ökologie
Es wird vermutet, das Dinoroseobacter shibae eine Symbiose mit verschiedenen Dinoflagellaten (aus den Gattungen Prorocentrum, Alexandrium, Isochrysis) eingeht. Das Bakterium produziert hierbei für das Wachstum der Algen wichtige Vitamine (wie das Vitamin-B12), im Gegenzug erhält es wahrscheinlich von der Alge gebildete organische Substanz. Es wurde weiterhin beschrieben, das die Symbiose bei der Alge Prorocentrum lima in eine pathogene Phase übergeht, bei dem Dinoroseobacter shibae den Tod der Algenzellen auslöst.

## Systematik
Dinoroseobacter shibae wurde 2005 von Hanno Biebl und Mitarbeitern beschrieben. Es ist die einzige Art der Gattung Dinoroseobacter (Stand Mai 2024) und zählt zu der im Jahr 2019 neu aufgestellten Familie Roseobacteraceae. Zuvor wurde sie den Rhodobacteraceae zugeordnet, dieses Taxa wurde 2022 aufgelöst. Die Stämme der Art wurden von verschiedenen Dinoflagellaten isoliert, der für die Erstbeschreibung genutzter Stamm wurde von dem marinen Dinoflagellaten Prorocentrum lima isoliert.

## Namensherkunft
Der erste Silbe des Gattungsnamens, „Dino“, deutet darauf hin, dass die für die Erstbeschreibung der Art genutzten Stämme von verschiedenen Arten der Dinoflagellaten isoliert wurden. „Roseobacter“ deutet auf taxonomische Einordnung innerhalb der Gruppe Rosoebacter-clade hin. Der Artname „shibae“ wurde zu Ehren des Professors Tsuneo Shiba gewählt. Er entdeckte die marinen aeroben anoxygenen phototrophen Bakterien und leistete grundlegende Beiträge zur Beschreibung dieser physiologischen Gruppe von Bakterien.